# Grevillea batrachioides
Grevillea batrachioides là một loài thực vật có hoa trong họ Quắn hoa. Loài này được F.Muell. ex McGill. miêu tả khoa học đầu tiên năm 1986.